# Стіне Бредал Офтедал
Стіне Бредал Офтедал (норв. Stine Bredal Oftedal, нар. 25 вересня 1991) — норвезька гандболістка. Олімпійська чемпіонка. Чемпіонка світу і Європи.

## Виступи на Олімпіадах
| Олімпіада           | Дисципліна | Місце |
| ------------------- | ---------- | ----- |
| Ріо-де-Жанейро 2016 | гандбол    | 3     |